# Víctor Maytland
Roberto Sena, más conocido por su nombre artístico Víctor Maytland (1947-Buenos Aires, 2 de noviembre de 2022), fue un director de cine y guionista argentino dedicado al cine pornográfico. Es ampliamente considerado como el más famoso e icónico de los directores de cine para adultos de su país y Sudamérica. Su película cómica-erótica de 1990 Las tortugas pinja es también citada a menudo como una de las cumbres del género en su país y como la obra mas destacada de Maytland. El llamado «pionero argentino del género» llegó a dirigir más de 150 películas a lo largo de su carrera.

## Biografía
Maytland, nacido como Roberto Sena, comenzó su carrera trabajando dentro del "cine tradicional": a fines de los años 1960 integró el Grupo de Cine Liberación y trabajó con uno de sus fundadores, Pino Solanas, además de ser colaborador en las producciones de Armando Bó. Sobre sus comienzos, Maytland afirmó en entrevistas que al principio de su trayectoria "quería ser (como) Aristarain". También trabajó en la producción de programas televisivos como Feliz Domingo y Calabromas.
Hacia fines de los años 1980 Maytland viró hacia la industria pornográfica. Al mismo tiempo decidió usar el seudónimo Víctor Maytland, el cual tomó de la película Beverly Hills Cop (1984): en la película protagonizada por Eddie Murphy el villano (interpretado por Steven Berkoff) se llama "Victor Maitland", y luego de verla Roberto Sena decidió usar el mismo nombre, solamente cambiando la I latina del apellido por una y griega. Sobre su iniciación en el mundo del porno, relató:

Al principio fue un poco duro. En especial porque mis hijas adolescentes estaban de novias, y tenían miedo de qué iban a decir las familias de los novios. Cuando todos se empezaron a dar cuenta de que en el cine porno no hay nada raro, lo fueron aceptando.

Realizó un reality show de temática sexual en el 2001, llamado Expedición sex. En el mismo concursaban 16 participantes, y se emitió por el canal erótico de cable Afrodita.
Maytland comienza el nuevo siglo como un nombre con peso propio y probablemente también como el más destacado de los directores de cine para adultos en Argentina. En 2006 el periodista/cronista y escritor Cicco (Emilio Fernández Cicco) público el libro llamado Yo fui un porno star (y otras crónicas de lujuria y demencia), donde describe la experiencia de trabajar en una película dirigido por Víctor Maytland. En el 2007 fue contratado por la productora CineXlatino, de Los Ángeles, con el fin de filmar 60 películas por año para que se distribuyeran en sitios web a través de tres sellos: Cine 69 (orientada a heterosexuales), Puticlub (películas con travestis) y Latin Puppies (pornografía gay).
Alrededor de 2010 Maytland dejó de filmar, y se dedicó mayormente a participar en proyectos de otros directores de cine y a realizar entrevistas repasando su carrera y detallando su visión artística y de la industria donde se destacó.
Maytland falleció el miércoles 2 de noviembre de 2022, a los 75 años, a causa de un tumor cerebral. Se encontraba internado en la Clínica de la Esperanza, en el barrio porteño de Villa Santa Rita.

## Valoración de Maytland sobre su propio cine
En una entrevista en 2010 que Maytland realizó para Página/12 junto al documentalista y director de cine Marcelo Charras —quien lo dirigió en el falso documental y drama Maytland—, el cineasta se explayó sobre las conexiones que siempre buscó realizar entre el cine porno y la política: 

–Entrevistador: ¿Y cómo fue que se le ocurrió cruzar la historia política con el sexo?

–V. M.: Lo llevaba en la sangre. Por ejemplo, una vez pensé que en el tema del tráfico de armas [a Croacia y Ecuador] estaba metido [el ex presidente argentino] Carlos Menem. Y lo volqué en una película. Entonces trabajé por ese lado y se llamó Delito de corrupción [Un delito de corrupción, 1996]. Siempre encuentro el porqué de estar haciendo una porno. No la dejo librada al azar. En cada película justifico la escena porno: viene de algo. No es casual.

Sin embargo, Maytland confesó que (al menos en su caso) no se puede hablar de “cine porno comprometido”, aclarando: “tampoco soy Costa-Gavras, ni hice La batalla de Argelia (1966). Es el cine que me gustaría hacer, pero no lo hice jamás. Hay un guiño. Por ahí la más comprometida fue Tango Sex, que es la historia del peronismo. Pero son incidentales. Cosecha de lujuria la hice cuando venían a comprar los campos por el agua. Es un contenido de la película que no molesta al tipo que quiere ver porno”. También se explayó sobre el tipo de espectador que puede cruzarse con su obra:

–Entrevistador: ¿Cómo imagina a su espectador tipo?

–V. M.: Hay dos. Está el de clase baja que le gusta el porno y que es más visceral. Y está el otro que, sobre todo en el período de la adolescencia, empieza a amar mis películas. Hay un enamoramiento de mis películas por parte de los pibes cuando están en la adolescencia. Lo veo porque me cuentan. Una vez por año doy una clase en TEA frente a 1500 pibes. Y me adoran.

## Filmografía
Según cuenta él mismo, al 2008 llevaba filmadas alrededor de cien películas, con 40 de ellas siendo producidas en 2007.

### Como director
- 2009 - Puti parque travesti 3
- 2009 - Shemale park 2
- 2008 - 99.9% woman
- 2007 - La puta de mi hermana
- 2007 - Gozando por un sueño
- 2007 - Comando sexual
- 2007 - Crónicas super picantes
- 2006 - El club del deseo
- 2006 - 5 sentidos
- 2006 - Navidad caliente
- 2005 - Tango: Pasión de buenos aires
- 2004 - Carpas calientes
- 2004 - Todos a bordo
- 2003 - Secuestro eXXXpress
- 2003 - Cosecha de lujuria
- 2003 - Expedición sex 3
- 2003 - Porno debutantes V: Super casting
- 2002 - Porno debutantes IV
- 2002 - Expedición sex 2
- 2001 - Porno debutantes III
- 2001 - Expedición sex
- 2000 - Tango sex
- 2000 - Anales argentinos del milenio
- 2000 - Tocame la pelotita
- 2000 - Porno debutantes II
- 1999 - Porno debutantes
- 1999 - Trampa para gatos III: El regreso de Jacobo
- 1999 - Trampa para gatos II
- 1997 - Susy, Umberto y Gladiolo
- 1996 - Un delito de corrupción
- 1993 - Trampa para gatos
- 1992 - Los porno SinSon
- 1991 - Los Pinjapiedras
- 1990 - Las tortugas pinja
- 1989 - Isla se alquila por hora
- 1989 - El pitulín colorado
- 1989 - Tiburón, Delfín y Mojarrita

### Como guionista
- 2003 - Secuestro eXXXpress
- 2003 - Cosecha de lujuria

### Como intérprete
- 2010 - Maytland
- 2010 - Uritorco, en la cumbre sólo te espera el miedo (mediometraje)
- 2006 - El boquete

### Como productor
- 2003 - Secuestro eXXXpress
- 2003 - Cosecha de lujuria